# 히라이촌 (도쿄부)
히라이촌(平井村)은 도쿄부 미나미카쓰시카군에 존재했던 촌이다. 현재의 에도가와구의 서부와, 가쓰시카구의 남부에 해당한다.

## 역사
- 1889년 5월 1일 - 정촌제 시행에 수반해 3개촌이 합병해 성립하였다.
- 1913년 1월 1일 - 아라카와강의 방수에 따라 고마쓰가와정, 오쿠도촌에 분할편입되어 히라이촌은 폐지되었다.
- 1932년 10월 1일 - 미나미카쓰시카군 전체가 도쿄시에 편입되었다.